# Норман (Оклахома)
Норман (англ. Norman, nnɔrmən) — місто (англ. city) в США, адміністративний центр округу Клівленд штату Оклахома, що входить в агломерацію Оклахома-Сіті. Населення — 128 026 осіб (2020). Норман є третім за населенням містом штату після Оклахома-Сіті та Талса.

## Географія
Норман розташований за координатами 35°14′26″ пн. ш. 97°20′43″ зх. д. / 35.24056° пн. ш. 97.34528° зх. д. (35.240577, -97.345306).  За даними Бюро перепису населення США в 2010 році місто мало площу 490,59 км², з яких 462,99 км² — суходіл та 27,59 км² — водойми.

### Клімат
| Клімат : Норман                                   | Клімат : Норман | Клімат : Норман | Клімат : Норман | Клімат : Норман | Клімат : Норман | Клімат : Норман | Клімат : Норман | Клімат : Норман | Клімат : Норман | Клімат : Норман | Клімат : Норман | Клімат : Норман | Клімат : Норман |
| Показник                                          | Січ.            | Лют.            | Бер.            | Квіт.           | Трав.           | Черв.           | Лип.            | Серп.           | Вер.            | Жовт.           | Лист.           | Груд.           | Рік             |
| Абсолютний максимум, °C                           | 27,2            | 32,2            | 36,1            | 37,2            | 38,9            | 42,8            | 44,4            | 46,7            | 41,7            | 37,8            | 32,8            | 30,0            | 46,7            |
| Середній максимум, °C                             | 10,0            | 11,7            | 17,3            | 22,3            | 26,3            | 30,3            | 33,3            | 33,8            | 28,6            | 22,7            | 17,3            | 10,3            | 22,0            |
| Середня температура, °C                           | 3,9             | 5,5             | 10,9            | 16,0            | 20,6            | 24,8            | 27,5            | 27,8            | 22,5            | 16,3            | 10,9            | 4,4             | 16,0            |
| Середній мінімум, °C                              | −2,2            | −0,6            | 4,6             | 9,7             | 14,9            | 19,4            | 21,7            | 21,7            | 16,4            | 10,0            | 4,5             | −1,6            | 9,9             |
| Абсолютний мінімум, °C                            | −22,8           | −27,2           | −17,2           | −6,7            | −2,2            | 6,1             | 11,1            | 8,3             | 0,0             | −12,2           | −17,8           | −19,4           | −27,2           |
| Норма опадів, мм                                  | 38              | 50              | 78              | 80              | 123             | 138             | 80              | 84              | 100             | 102             | 52              | 56              | 981             |
| Днів з опадами                                    | 5,2             | 6,0             | 8,0             | 7,5             | 10,0            | 9,4             | 6,0             | 6,5             | 7,4             | 7,7             | 5,9             | 6,2             | 85,8            |
| Днів зі снігом                                    | 1,0             | 0,9             | 0,3             | 0               | 0               | 0               | 0               | 0               | 0               | 0               | 0,2             | 1,4             | 3,8             |
| ------------------------------------------------- | --------------- | --------------- | --------------- | --------------- | --------------- | --------------- | --------------- | --------------- | --------------- | --------------- | --------------- | --------------- | --------------- |
| Джерело: Records (1894–2011); Normals (1981–2010) |                 |                 |                 |                 |                 |                 |                 |                 |                 |                 |                 |                 |                 |

## Демографія
Згідно з переписом 2010 року, у місті мешкало 110 925 осіб у 44 661 домогосподарстві у складі 24 913 родин. Густота населення становила 226 осіб/км².  Було 47965 помешкань (98/км²).
Расовий склад населення:
| - 79,7 % — білих - 4,7 % — корінних американців - 4,3 % — чорних або афроамериканців - 3,8 % — азіатів - 0,1 % — вихідців з тихоокеанських островів - 1,9 % — осіб інших рас |

До двох чи більше рас належало 5,5 %. Частка іспаномовних становила 6,4 % від усіх жителів.
За віковим діапазоном населення розподілялося таким чином: 19,9 % — особи молодші 18 років, 70,1 % — особи у віці 18—64 років, 10,0 % — особи у віці 65 років та старші. Медіана віку мешканця становила 29,6 року. На 100 осіб жіночої статі у місті припадало 99,0 чоловіків;  на 100 жінок у віці від 18 років та старших — 97,3 чоловіків також старших 18 років.
Середній дохід на одне домашнє господарство  становив 71 398 доларів США (медіана — 51 491), а середній дохід на одну сім'ю — 91 230 доларів (медіана — 68 861). Медіана доходів становила 44 441 долар для чоловіків та 34 643 долари для жінок. За межею бідності перебувало 18,0 % осіб, у тому числі 18,6 % дітей у віці до 18 років та 6,3 % осіб у віці 65 років та старших.
Цивільне працевлаштоване населення становило 59 254 особи. Основні галузі зайнятості: освіта, охорона здоров'я та соціальна допомога — 32,0 %, мистецтво, розваги та відпочинок — 12,1 %, роздрібна торгівля — 11,8 %.

## Відомі уродженці
- Мартін Гарднер (1914—2010) — американський математик, письменник, популяризатор науки
- Джеймс Гарнер (1928—2014) — американський актор
- Едвін Корр (* 1934) — американський дипломат.